# Strikeforce: Feijao vs. Henderson
Strikeforce: Feijao vs. Henderson（ストライクフォース：フェイジャオン・バーサス・ヘンダーソン）は、アメリカ合衆国の総合格闘技団体「Strikeforce」の大会の一つ。2011年3月5日、オハイオ州コロンバスのネイションワイド・アリーナで開催された。

## 大会概要
本大会ではStrikeforce世界ライトヘビー級タイトルマッチとStrikeforce女子ウェルター級タイトルマッチが組まれた。

## 試合結果
第7試合 ライト級ワンマッチ 5分3R
○  ホルヘ・マスヴィダル vs.  ビリー・エヴァンゲリスタ ×
3R終了 判定3-0
第8試合 ミドル級ワンマッチ 5分3R
○  ティム・ケネディ vs.  メルヴィン・マヌーフ ×
1R 3:41 リアネイキドチョーク
第9試合 Strikeforce女子ウェルター級タイトルマッチ 5分5R
○  マルース・クーネン vs.  リズ・カムーシェ ×
4R 1:29 三角絞め
※クーネンが初防衛に成功。
第10試合 Strikeforce世界ライトヘビー級タイトルマッチ 5分5R
○  ダン・ヘンダーソン vs.  ハファエル・カバウカンチ ×
3R 0:50 TKO（右ストレート→パウンド）
※ヘンダーソンが王座獲得に成功。